# Vil·la romana de Pisões

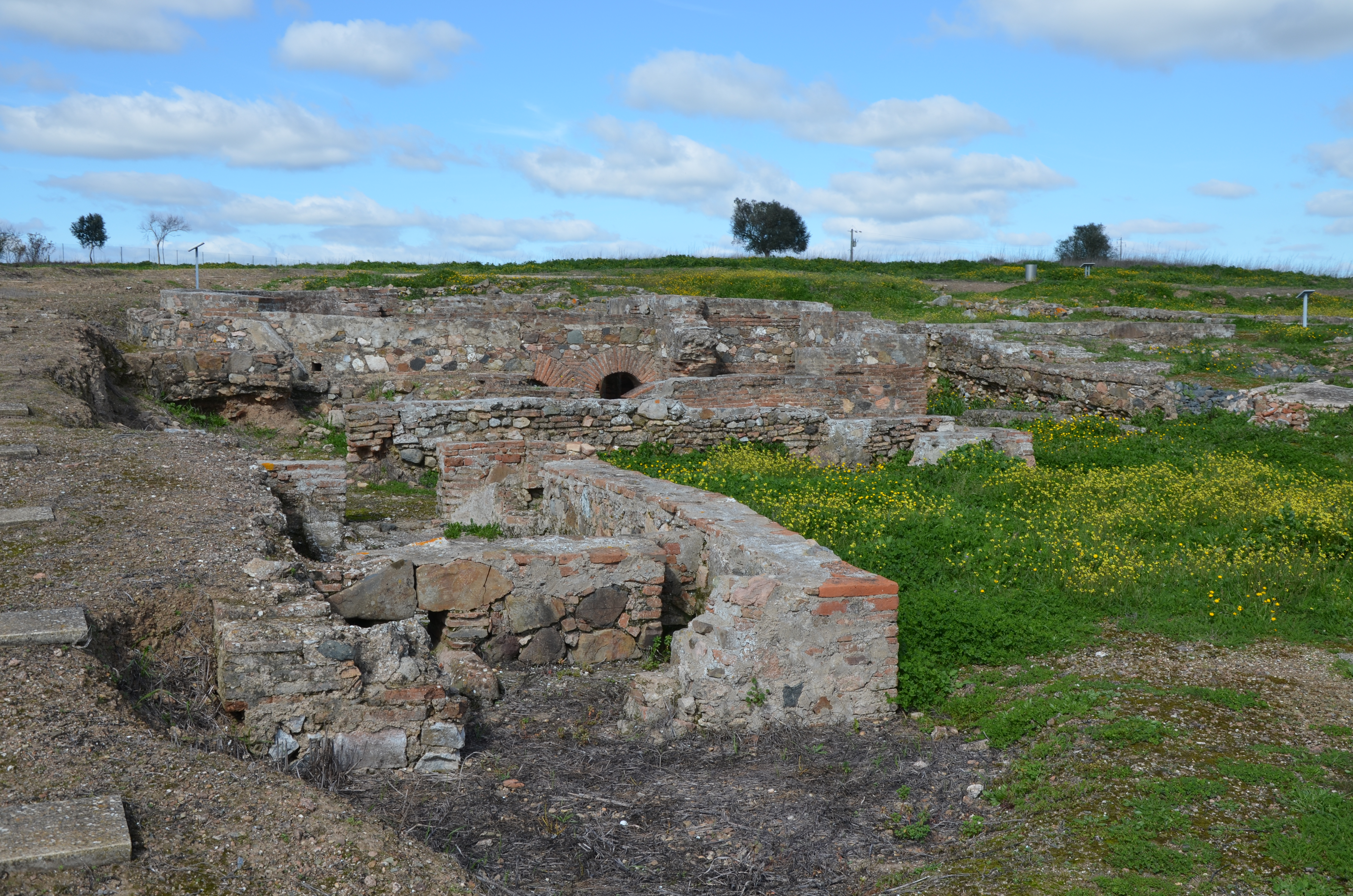
Antic complex termal

La Vil·la romana de Pisões és un jaciment arqueològic del municipi de Beja, a Portugal. Consisteix en una gran casa senyorial del període romà, que va ser habitada des del segle I fins a el domini visigòtic. És una de les principals i millor conservades villae romanes de tot el país, i està classificada com a Immoble d'Interés Públic. És especialment coneguda per la riquesa dels seus mosaics, i per les termes, que són de les més importants del país.

## Descripció

### Situació i composició
La villa és a l'Herdade da Almocreva, a uns 10 km de la ciutat de Beja, en una zona coneguda com Barros de Beja. El conjunt arqueològic ocupa prop de sis hectàrees, i la villa romana més de 5.000 m².
Les ruïnes de Pisões corresponen a una típica villa romana, o siga, una mansió que també funcionava com a nucli d'una propietat agrícola. La casa rural tenia 48 divisions organitzades al voltant d'un pati central a l'aire lliure amb quatre columnes, i tenia un gran tanc o piscina amb prop de 40 m de longitud per 8,30 m d'amplària. Junt a l'edifici hi havia un complex termal, amb un hipocaust per a escalfament, decorat amb plaques de marbre. Una de les sales presenta dins un tanc amb cobertura de mosaics marins, que seria un espai de lleure on els habitants podien refugiar-se de la calor, durant els mesos més càlids. La façana principal de l'edifici estava orientada al sud, i pot haver inclòs un mirall d'aigua, que era un dels majors de la península, en aquest tipus d'edificis. Construïdes de forma paral·lela a la piscina, hi havia quatre estructures funeràries, per als propietaris de la villa. Vora la casa hi havia algunes estructures agrícoles com premses i cellers, i residències per als treballadors.

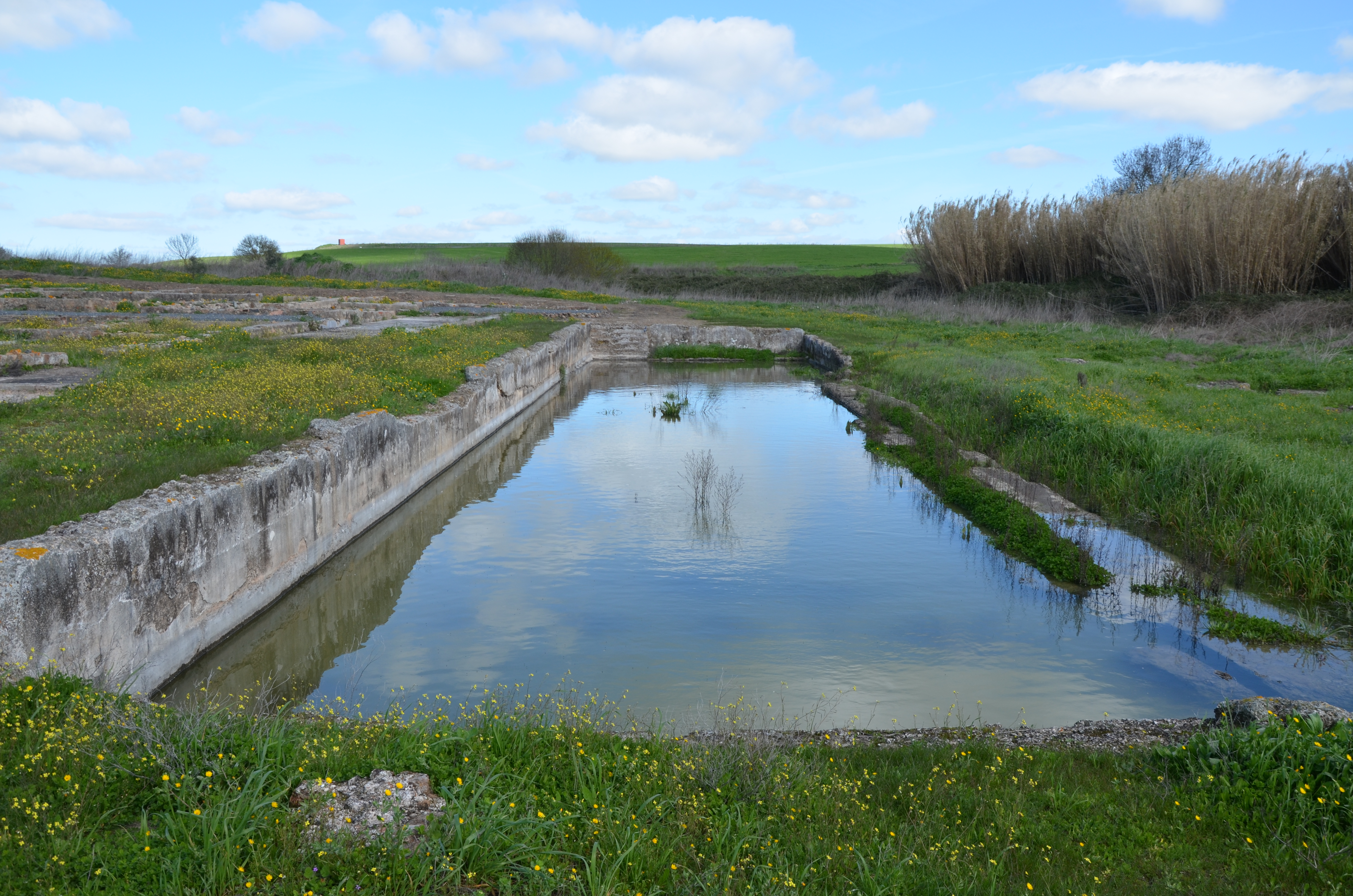
Antic tanc o piscina

### Proveïment d'aigua
A uns 200 m de la villa aparegueren els murs d'una presa que servia per a subministrar la casa i l'explotació agrícola i pecuària. La casa tenia diverses estructures que aprofitaven el proveïment d'aigua, com la zona de les termes i grans tancs i piscines. Aquesta estructura era a la Ribeira da Chaminé, formant una albufera de 340 m de longitud, una àrea inundada de 31.300 m², i una capacitat màxima de 38.000 m³ d'aigua. La presa fou esmentada per Abel Viana el 1947, que va descriure el mur amb 58 m de longitud, una altura màxima de 4,3 m i una grossor de 3,0 m. Era feta amb petits blocs de diorita i altres roques unides amb argamassa, en opus incertum. Abel Viana també va descriure la presència de molins d'aigua, que n'utilitzarien la força. La villa romana també era abastida per un pou de maçoneria de petites dimensions, situat dins de la casa, i que serviria molt probablement per a les tasques domèstiques.
Al voltant de la villa de Pisões s'identificaren alguns nuclis arqueològics associats. El jaciment, a l'est de la villa, inclou fragments de ceràmica comuna i de construcció, dos forns del període romà, i vestigis del II ae al III segle ae i de l'edat del ferro. Pisões 2 és un alteró situat més a l'est, on també es trobaren vestigis de ceràmica, mentre que en Pisões 4, en un turonet al marge esquerre del Chaminé, aparegué ceràmica romana i una moneda. Pisões 5, prop de l'anterior, és més divers cronològicament: presenta vestigis del Neolític, de l'edat del bronze, de l'edat del ferro, del període romà i de l'època moderna. En Pisões 6, al sud-oest de la villa, aparegueren també vestigis de ceràmica romana.

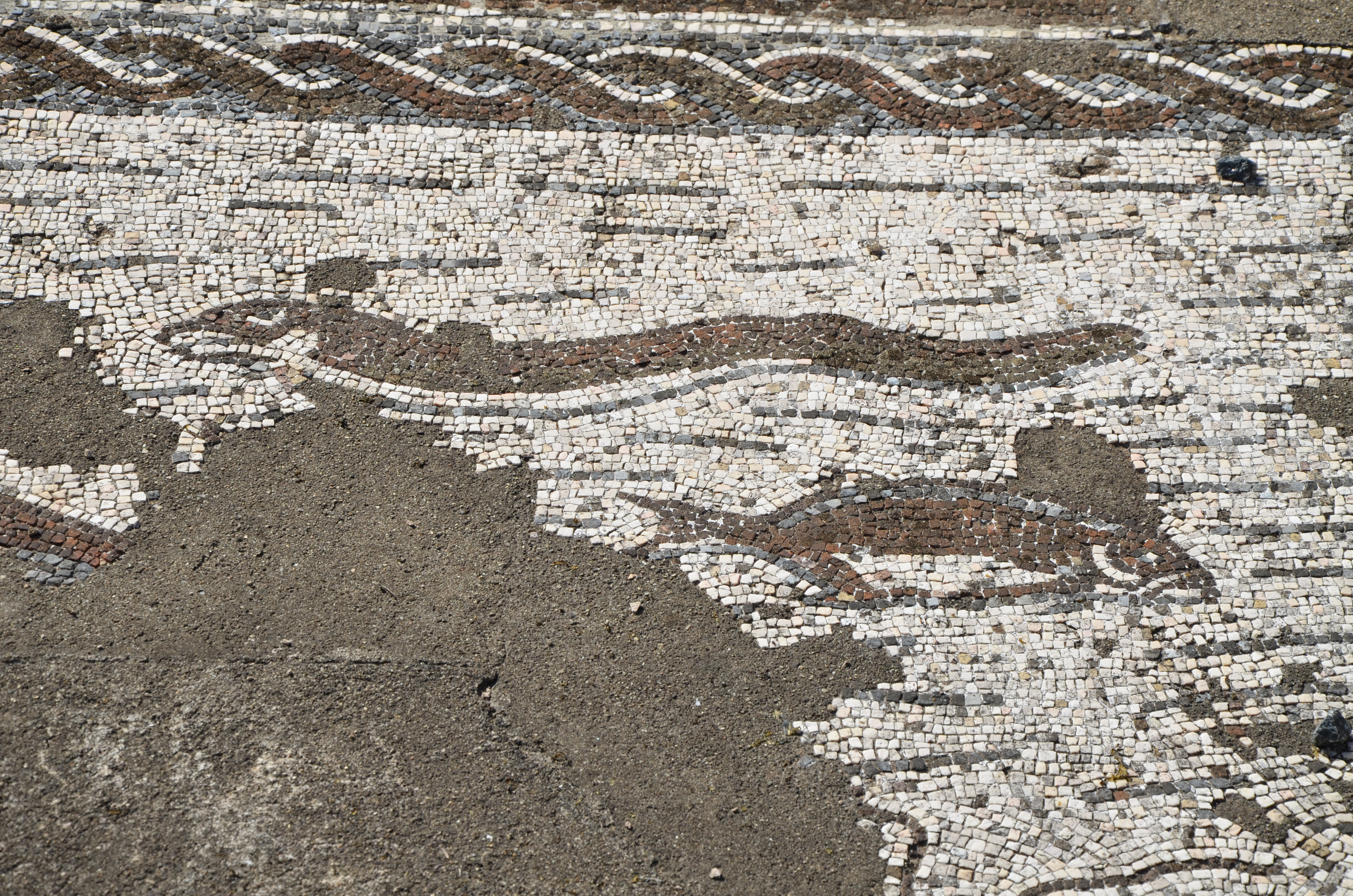
Mosaic amb formes de peixos

### Decoració
Un dels motius per què es coneix la villa són els seus mosaics, tant de dos colors com policroms, creant formes geomètriques o te tema natural. Els dibuixos geomètrics són circumferències, quadrats, triangles, hexàgons, creus, etc., mentre que els temes naturals inclouen coloms i animals marins, com anguiles i peixos. Els mosaics, en diverses sales, es feren amb tessel·les de molts colors, de materials calcaris i vitris. També hi havia pintures de frescs. Un altre material utilitzat en la construcció fou el marbre, tant en lloses de terres, com en frisos.
Entre els diversos plafons de mosaics, en destaca un al fons d'un tanc domèstic, al bell mig d'una sala, per ser l'únic de tema aquàtic en tota la villa. Datat de mitjan segle IV, va ser compost en ceràmica i en gres policrom, i representa diverses espècies marines: dos peixos, una morena i els tentacles d'un polp o un calamar. Un dels principals vestigis n'és una inscripció en honor d'Higiea, dea romana de la salut, que inclou el nom de Caius Atilius Cordus, probablement la família propietària de l'antiga villa, informació relativament rara entre les estructures d'aquest tipus de la península Ibèrica.

### Troballes
Entre les diverses peces recollides a Pisões, hi ha fragments de plom, de làmpades, agulles de cap en os, una arracada, un anell de bronze, i diversos pesos de premsa.

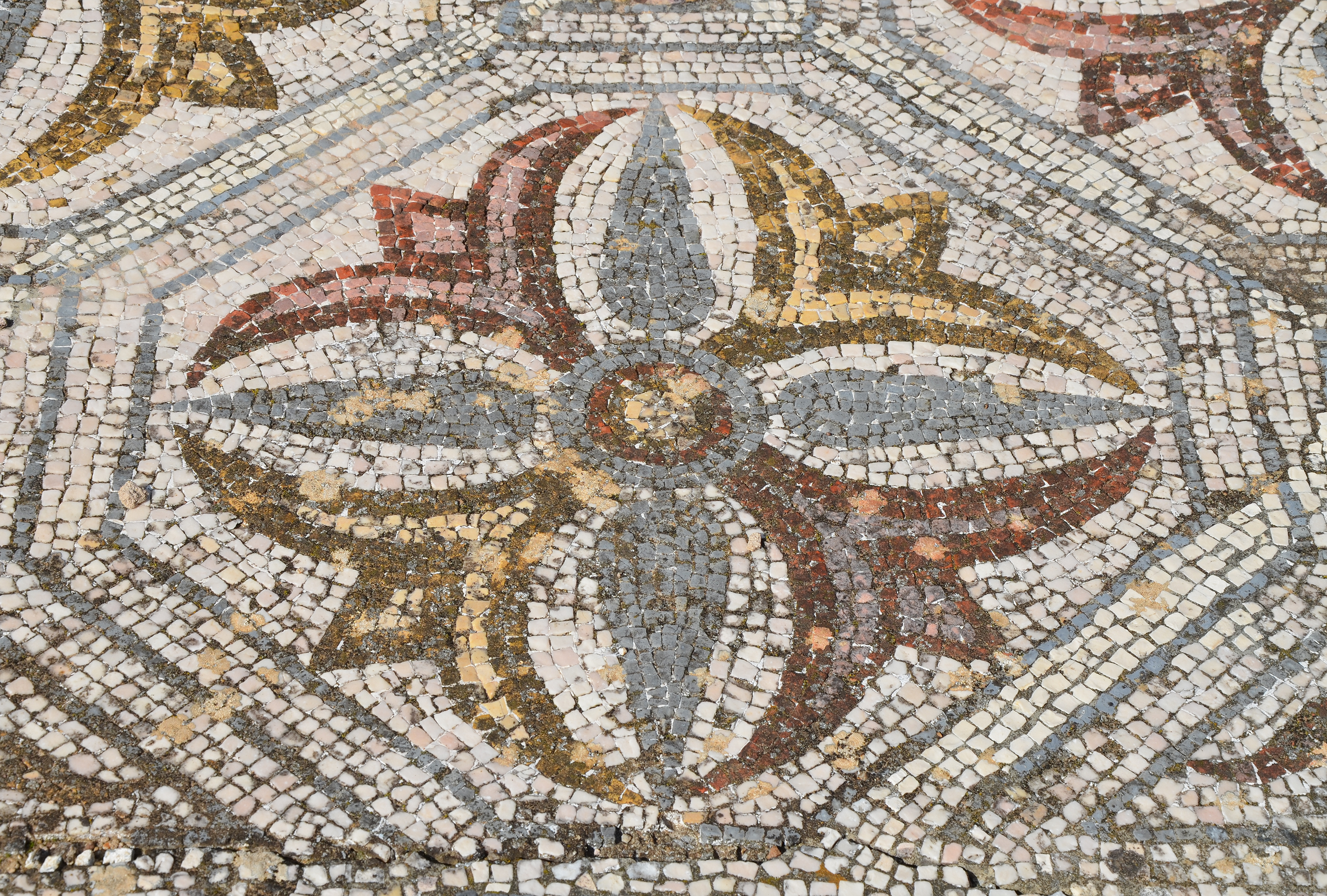
Mosaic amb motius geomètrics i vegetals en les ruïnes de Pisões

### Importància i preservació
La vil·la de Pisões és una de les més importants i millor conservades d'aquest tipus en tota la península Ibèrica. És un dels vestigis més rellevants del període romà del municipi de Beja, i una de les villae romanes més originals de tota la península.
El conjunt de la villa romana de Pisões es classifica com a Immoble d'Interés Públic pel Decret núm. 251/70, de 15 de maig de 1970.

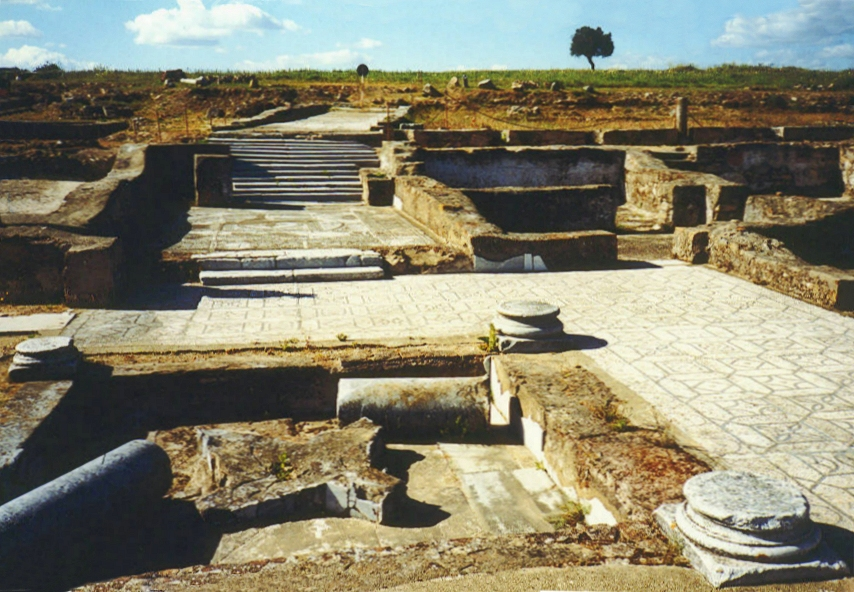
Ruïnes de Pisões, el 1998

## Història

### Període preromà
La zona on és la villa romana de Pisões ja era habitada abans del període romà, com demostra el jaciment de Pisões 5, que inclou dues fosses funeràries, un ossari, eines i adorns del Neolític final, peces decoratives i ceràmica de finals de l'edat del bronze, i vestigis d'edificis, ceràmica i utensilis de la segona edat del ferro. Ací també aparegueren peces del període romà, sobretot parts d'àmfores, que suggereixen un abandó del lloc durant els segles II i III ae, corresponent a la República Romana. També a Pisões hi ha evidències d'ocupació preromana, com ara fosses del II ae al III ae, i una necròpoli de l'edat del ferro, amb almenys dotze sepultures.

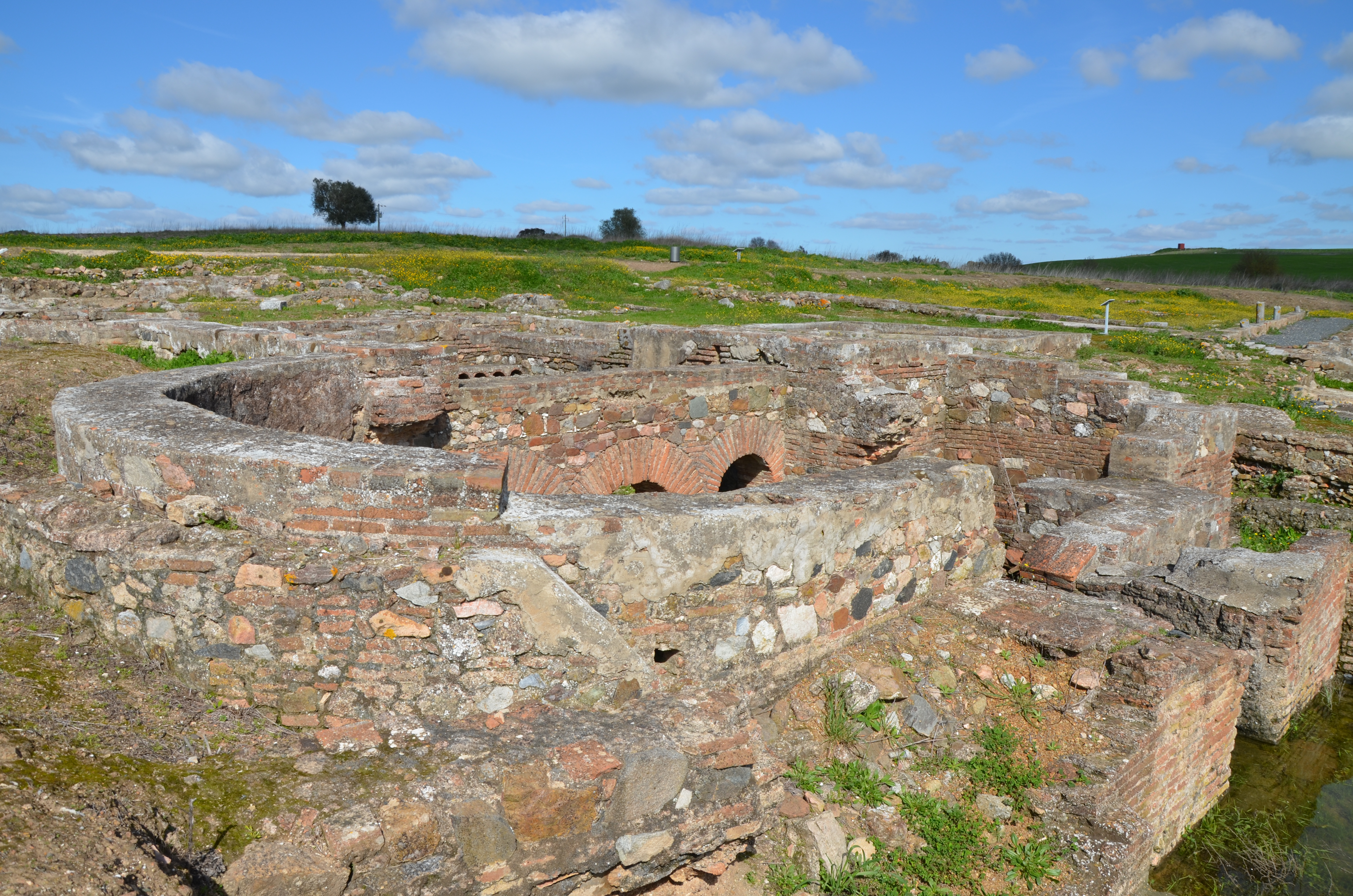
Ruïnes de l'antic hipocaust, al 2014

### Domini romà
La vil·la de Pisões fou habitada durant el període romà, era propietat d'un ric habitant de la ciutat veïna de Pax Julia, que donà origen a la moderna ciutat de Beja. També era un important centre de producció agrícola, una de les poblacions satèl·lits de la ciutat, que l'abastien d'aliments.
Va ser construïda al segle I, i fou habitada fins al segle IV. Els mausoleus de la villa s'alçarien a finals del segle ii.

### Ocupació posterior
Dins les ruïnes de la casa aparegueren vestigis d'ocupació posterior al domini romà, incloent-hi moltes peces de ceràmica negra tardoromana, i dos capitells del període visigòtic, ja durant l'alta edat mitjana. La zona al voltant fou posteriorment habitada, com ho demostra la presència d'estructures de l'època moderna o contemporània en Pisões 5, on també aparegué una moneda de 1723. També hi havia alguns molins l'aigua a la vora del Chaminé per a processar llana, que serien posteriors al període romà, i eren denominats pisões ('pesos'), que donà origen al nom de la zona.
 Plantilla:Imagem múltipla

### Redescoberta

#### Primera fase
La primera part del conjunt de Pisões descoberta fou la presa, esmentada per Abel Viana al 1947, en la seua obra Notes històriques, arqueològiques i etnogràfiques del Baix Alentejo.
La villa de Pisões es descobrí per casualitat el 1964, quan s'estaven fent treballs agrícoles al jaciment. S'hi desenterraren tres grans pesos de premsa, també denominats de pisões. Aquest descobriment es donà a conéixer a l'arqueòleg Fernando Nunes Ribeiro, que anà al lloc però no hi feu recerques, però demanà a José Joaquim Fernandes, propietari dels terrenys, que guardàs totes les pedres d'aquell tipus que trobàs. Se'n descobriren més peces durant els treballs agrícoles, incloent-hi un capitell i el fust d'una columna, i al febrer de 1967 se'n desenterrà part d'un mosaic. Així, es van iniciar sondatges de diagnòstic per descobrir la potencialitat del jaciment, des del punt de vista arqueològic i estratigràfic. No obstant això, les investigacions es detingueren per manca de finançament: fins llavors es feren sobretot per la contribució de Carolina Almodôvar, esposa de Joaquim Fernandes, que havia mort. Les riques troballes arqueològiques del jaciment van cridar l'atenció del Ministeri de l'Educació Nacional i de la Direcció General de Monuments, que començaren el procés per a la classificació del jaciment, ocorreguda al 1970, com a Immoble d'Interés Públic. La Fundació Calouste Gulbenkian hi ajudà econòmicament. Així, van continuar les excavacions i s'hi desenterrà una gran casa de camp, el nucli d'un centre agrícola.
Les excavacions les coordinà Fernando Nunes Ribeiro, considerat un dels descobridors de la vil·la de Pisões, amb Abel Viana. Les investigacions van continuar quasi sense interrupcions fins al 1973, i se'n desenterraren moltes estructures; després es deturaren fins a 1977. Un dels principals descobriments en aquesta fase fou un conjunt d'estructures funeràries romanes, situades en línia paral·lela a la piscina. Els treballs van continuar fins a la primeria dels anys 1980, i hi aparegueren mosaics, parets pintades, lloses de marbre, un balneari, una piscina i diversos llacs. També molta ceràmica, incloent-hi un conjunt de taula d'elevada qualitat, fet en terra sigillata i ceràmica estampada, i altres artefactes com vidres, bronzes, pedres ornamentals i ferros. El 1980, es tancà el perímetre de les ruïnes, amb prop de 30.000 m². Després de la Revolució dels clavells, al 1974, es va registrar un dels primers actes de vandalisme en les ruïnes, quan van ser danyats els mosaics amb esvàstiques.

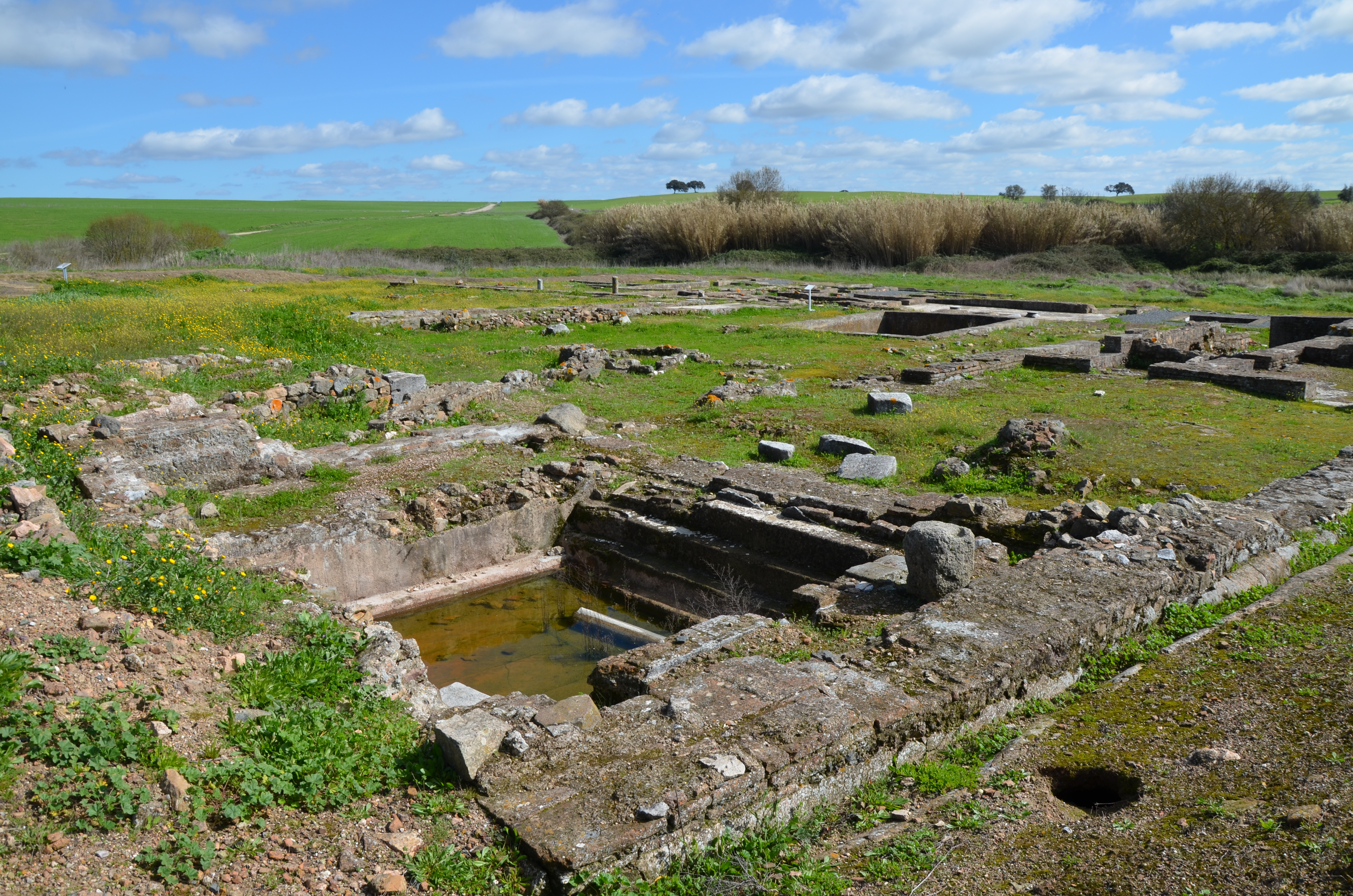
Vestigis d'un antic tanc el 2014, que devia formar part del complex termal

#### Segona fase
El jaciment de Pisões no rebé treballs arqueològics aprofundits fins a la dècada de 2010. Entre 1980 i 1984, encara se'n feren excavacions, però de 1985 a 1992 només obres de conservació i restauració. Les excavacions se'n reprengueren al 1997, amb treballs de prospecció, conservació i restauració al 1998. En la dècada del 2000 s'hi iniciaren estudis per reduir l'impacte arqueològic de la construcció de l'adductor dels Cinc Reis, part de la xarxa de rec de la presa d'Alqueva, quan ja s'havien descobert els vestigis de diverses estructures negatives prop de la villa de Pisões. El jaciment arqueològic, denominat Pisões 5, s'inclogué en l'Estudi d'Impacte Ambiental de 2006, i s'excavà al 2011.
Aquest retard en el procés d'estudi de les ruïnes es degué a diverses dificultats al llarg dels anys, com ara la regularització del règim de propietat. Oficialment, els terrenys pertanyien a la Universitat d'Évora, que havia rebut part dels terrenys de l'Herdade da Almocreva en l'àmbit del procés de la reforma agrària, però la finca s'hipotecà a causa dels problemes financers dels propietaris originaris, i la Universitat demanà al tribunal retirar les seues parcel·les del procés. Al maig de 2012 jaciment es tancà per manca d'operaris, i la Direcció Regional i l'autarquia de Beja intentaren resoldre aquest problema. La Direcció Regional també començà un diagnòstic sobre les condicions en què es trobaven les ruïnes, en vista a requalificar-les. El mateix any, va ser assaltat el centre d'interpretació, que va quedar sense finestres ni portes. A finals d'aquest any, la Universitat d'Évora resolgué la qüestió sobre els terrenys on se situen les ruïnes i en prengué la propietat al 2013. Aquest any, el vicerector de la universitat, Manuel D'Orey Cancela D'Abreu, declara que quan acaben els problemes legals, la universitat demanaria subsidis del Quadre de Referència Estratègic Nacional, per fer obres de recuperació i continuar la recerca en les ruïnes de Pisões. En els principis de 2013, una família accepta la invitació de la Cambra Municipal de Beja, amb l'aprovació de la Universitat d'Évora i de la Direcció Regional de la Cultura d'Alentejo, per fer la neteja i la vigilància de les ruïnes de Pisões.

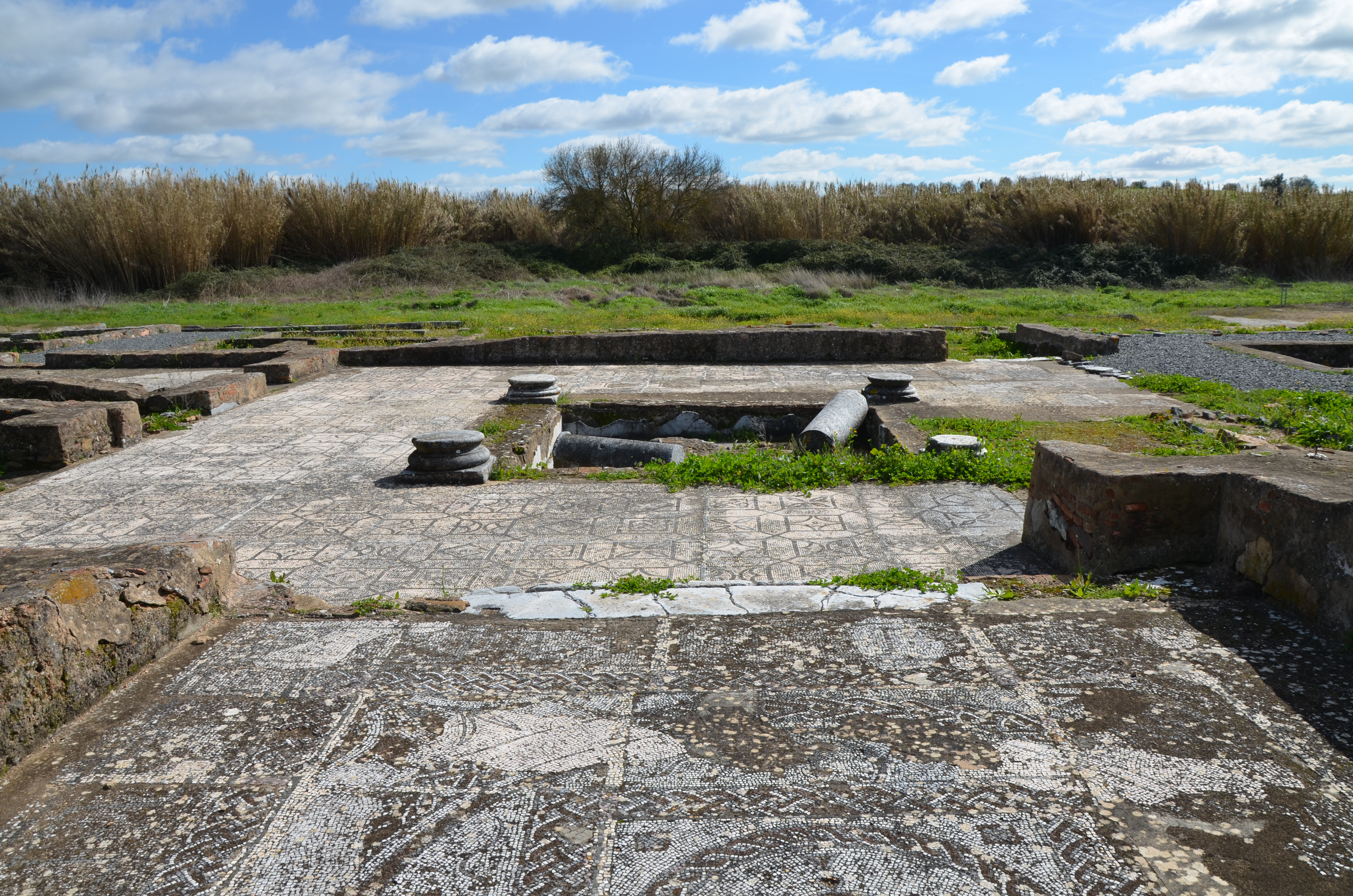
Ruïnes del peristil al 2014, amb les bases i fragments de quatre columnes

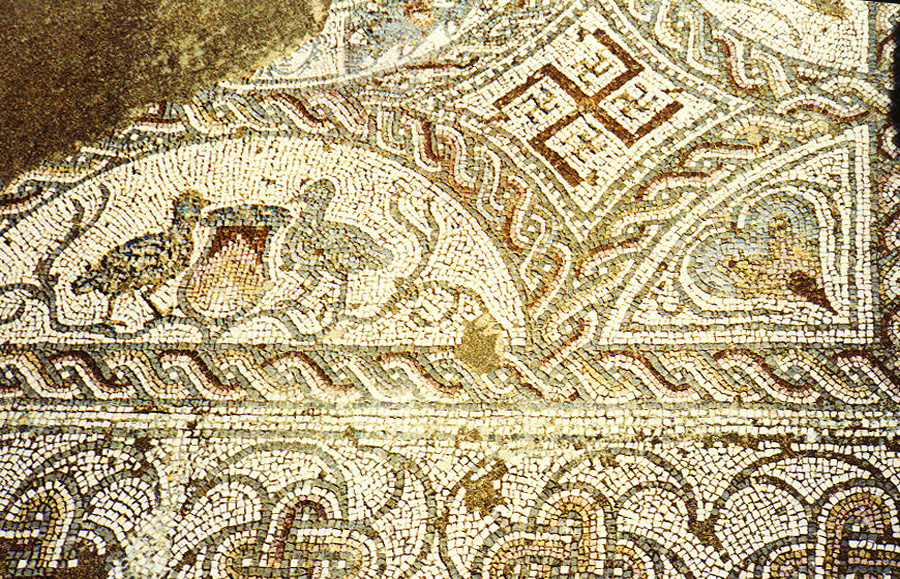
Mosaic policrom, amb figures d'aus i dibuixos geomètrics

#### Tercera fase
Al febrer de 2016 la Universitat d'Évora va rebre la clau de la porta d'accés a les ruïnes, i prepara un pla per al seu estudi i divulgació, dirigit pel geofísic Bento Caldeira. Com que les ruïnes estan situades en una zona on s'aplicava agricultura de precisió, la universitat col·laborà en un programa que permet la utilització de dades agrícoles per a estudis arqueològics. Aquell establiment d'ensenyament també planejava la instal·lació d'un centre d'interpretació, que inclouria un petit auditori, un espai per a exposicions i divulgació, i un laboratori.
A la primeria de 2017, la universitat comença una campanya arqueològica. Al juliol d'aquest any, les ruïnes es trobaven en estat d'abandó, i danyades per actes de vandalisme. Per evitar danys als terres de tessel·les s'hi col·locaren plafons amb grava. Aquest any, encara només s'havia estudiat l'àrea de la casa. Segons l'arqueòleg Miguel Serra, els treballs d'aixecament fets fins al 2010 apunten cap a diverses estructures encara no descobertes al voltant de la casa, que molt probablement pertandrien a la part rústica del conjunt, o a una zona d'ocupació anterior al segle I, hipòtesi poc viable d'acord amb el que ja se sap sobre la casa. Aquesta zona rústica o funcional seria composta per residències dels obrers i per diverses estructures relacionades amb l'agricultura, com cellers i premses. Era, doncs, molt possible que la zona amb vestigis històrics fos considerablement superior a la llavors definida, que tenia una àrea de 30.000 m². El jaciment també estava amenaçat per una plantació d'ametlers a la rodalia, en un lloc on era molt probable l'existència de més vestigis arqueològics. Aquest estat d'abandó fou criticat per l'arqueòleg João Sardica, que va participar en les investigacions. A febrer van començar els treballs de geofísica per investigar possibles estructures encara enterrades, i s'hi apliquen mètodes no invasius, com georadar i tomografia elèctrica. A juny, també s'hi aplicà un procés denominat fotogrametria, i s'hi recreen parts de les termes com l'hipocaust i els terres. Van ser igualment estudiades les argamasses emprades en els antics edificis, per part del Laboratori Hércules de la Universitat d'Évora i del Laboratori Nacional d'Enginyeria Civil. S'estudien les argamasses dels paviments amb mosaics, de les estructures connectades a l'aigua, dels assentaments, i dels arrebossats, incloent-hi aquests pintures murals.
El 24 d'agost de 2017, se signa un protocol entre la Cambra Municipal de Beja, la Universitat d'Évora i la Direcció Regional de Cultura d'Alentejo, per a la revaloració de la villa romana i la seua obertura al públic. La universitat comença un pla que incloïa l'obertura al públic i la formació del Camp Experimental per a les Arqueociències i Ciències del Patrimoni de la Universitat d'Évora. Les intervencions se'n dividiren en tres fases: la recuperació de les ruïnes per a permetre'n la visita, la planificació del nou Centre d'Interpretació i Estudis, la fundació del Camp d'Assaigs Experimentals d'Arqueologia i Geofísica Aplicada, i l'inici dels treballs de recerca. Després d'una operació de neteja, el 27 de setembre s'organitzà una sessió pública a la villa, per celebrar-ne la reobertura al públic, esdeveniment al qual va assistir la secretària d'estat de Ciència, Tecnologia i Ensenyament Superior.
Al maig de 2018, l'autarquia de Beja va organitzar la cinquena edició del festival Beja Romana, i un dels esdeveniments n'era una visita a la villa de Pisões. En aquest mes, se signà el contracte de finançament per a construir el Parc Fluvial Cinc Reis, un complex natural que incloïa una platja fluvial, situat a prop d'1 km de distància de les ruïnes de Pisões, que fou inaugurat al juliol del 2020.

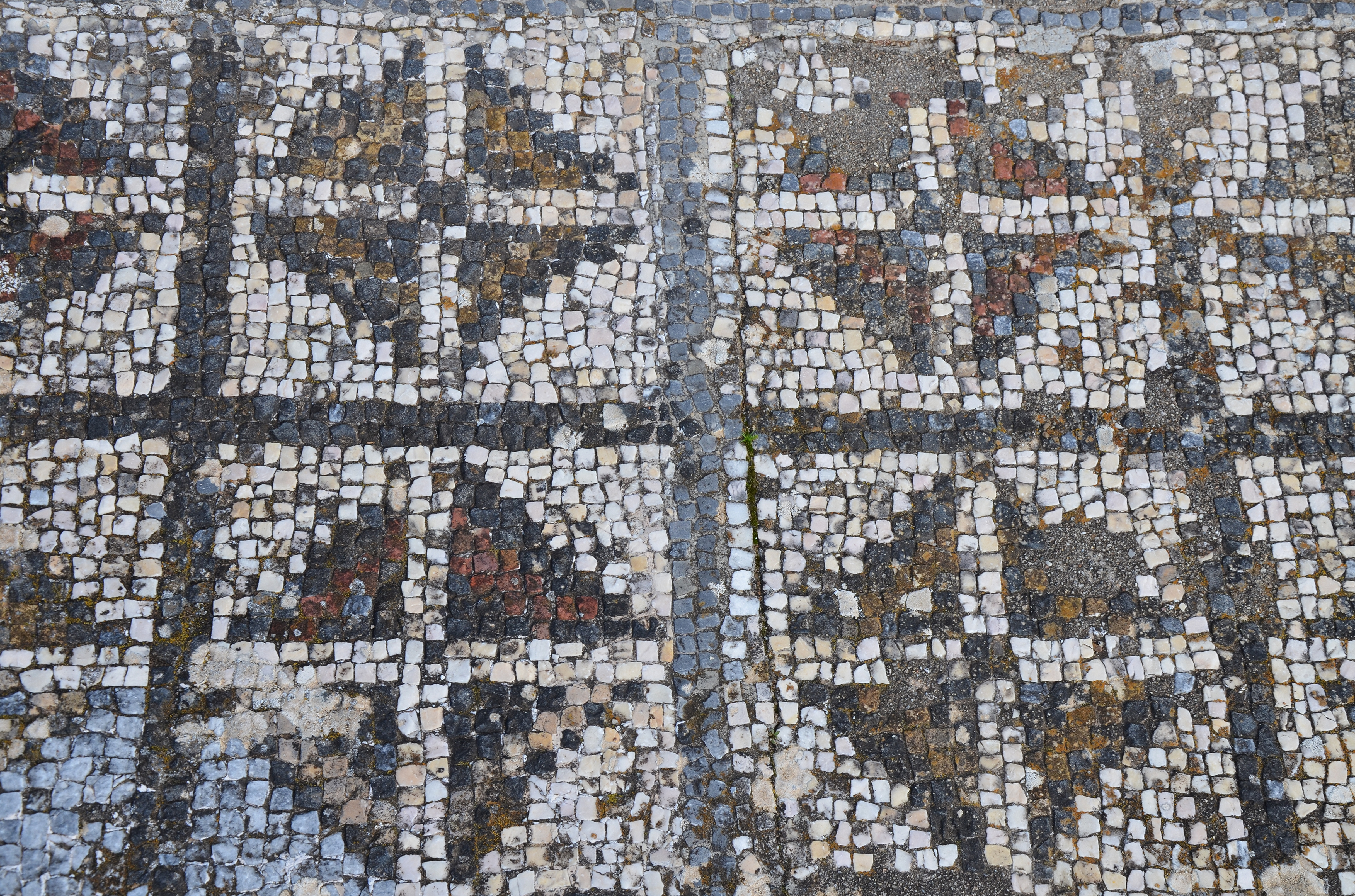
Mosaic amb formes geomètriques